# Xonocuautla
Xonocuautla är en ort i Mexiko.   Den ligger i kommunen Tetela de Ocampo och delstaten Puebla, i den sydöstra delen av landet, 140 km öster om huvudstaden Mexico City. Xonocuautla ligger 2 378 meter över havet och antalet invånare är 178.
Terrängen runt Xonocuautla är kuperad åt sydväst, men åt nordost är den bergig. Runt Xonocuautla är det ganska tätbefolkat, med 60 invånare per kvadratkilometer. Närmaste större samhälle är Zacatlán, 12,3 km nordväst om Xonocuautla. I omgivningarna runt Xonocuautla växer i huvudsak blandskog.